# Age Ain't Nothing But a Number
Age Ain't Nothing But a Number är den amerikanska sångerskan Aaliyahs debutalbum, som släpptes 1994, när Aaliyah var 14 år gammal. Albumet producerades av R. Kelly. Från albumet blev bland annat singlarna Back & Forth, The Isley Brothers-covern At Your Best (You Are Love) och Age Ain't Nothing But a Number hitlåtar.

## Låtlista
| 1.  | Intro                                         | 1:30 |
| 2.  | Throw Your Hands Up                           | 3:34 |
| 3.  | Back & Forth                                  | 3:51 |
| 4.  | Age Ain't Nothing but a Number                | 4:13 |
| 5.  | Down with the Clique                          | 3:24 |
| 6.  | At Your Best (You Are Love)                   | 4:51 |
| 7.  | No One Knows How to Love Me Quite Like You Do | 4:07 |
| 8.  | I'm So into You                               | 3:25 |
| 9.  | Street Thing                                  | 4:58 |
| 10. | Young Nation                                  | 4:40 |
| 11. | Old School                                    | 3:17 |
| 12. | I'm Down                                      | 3:16 |

| 13. | The Thing I Like                          | 3:28 |
| 14. | Back & Forth (Mr. Lee & R. Kelly's Remix) | 3:45 |